# Joanna Fargus
Joanna Fargus (Hong Kong, 3 de enero de 1982) es una nadadora británica retirada especializada en pruebas de estilo espalda larga distancia, donde consiguió ser medallista de bronce mundial en 2001 en los 200 metros estilo espalda.

## Carrera deportiva
En el Campeonato Mundial de Natación de 2001 celebrado en Fukuoka ganó la medalla de bronce en los 200 metros estilo espalda, con un tiempo de 2:11.05 segundos, tras la rumana Diana Mocanu (2:09.96 segundos) y la rusa Stanislava Komarova (plata con 2:10.43 segundos).